# Malagassa appendiculata
Malagassa appendiculata is een rechtvleugelig insect uit de familie Episactidae. De wetenschappelijke naam van deze soort is voor het eerst geldig gepubliceerd in 1951 door Lucien Chopard.